# Kinas Grand Prix 2012
Kinas Grand Prix 2012, officiellt 2012 Formula 1 UBS Chinese Grand Prix, var en Formel 1-tävling som hölls den 15 april 2012 på Shanghai International Circuit i Shanghai, Kina. Det var den tredje tävlingen av Formel 1-säsongen 2012 och kördes över 56 varv. Vinnare av loppet blev Nico Rosberg för Mercedes, tvåa blev Jenson Button för McLaren och trea blev Lewis Hamilton, även han för McLaren.

## Kvalet
| KR. | Nr | Förare             | Konstruktör          | Q1       | Q2       | Q3        | Grid |
| --- | -- | ------------------ | -------------------- | -------- | -------- | --------- | ---- |
| 1   | 8  | Nico Rosberg       | Mercedes             | 1.36,875 | 1.35,725 | 1.35,121  | 1    |
| 2   | 4  | Lewis Hamilton     | McLaren-Mercedes     | 1.36,763 | 1.35,902 | 1.35,626  | 71   |
| 3   | 7  | Michael Schumacher | Mercedes             | 1.36,797 | 1.35,794 | 1.35,691  | 2    |
| 4   | 14 | Kamui Kobayashi    | Sauber-Ferrari       | 1.36,863 | 1.35,853 | 1.35,784  | 3    |
| 5   | 9  | Kimi Räikkönen     | Lotus-Renault        | 1.36,850 | 1.35,921 | 1.35,898  | 4    |
| 6   | 3  | Jenson Button      | McLaren-Mercedes     | 1.36,746 | 1.35,942 | 1.36,191  | 5    |
| 7   | 2  | Mark Webber        | Red Bull-Renault     | 1.36,682 | 1.35,700 | 1.36,290  | 6    |
| 8   | 15 | Sergio Pérez       | Sauber-Ferrari       | 1.36,198 | 1.35,831 | 1.36,524  | 8    |
| 9   | 5  | Fernando Alonso    | Ferrari              | 1.36,292 | 1.35,982 | 1.36,622  | 9    |
| 10  | 10 | Romain Grosjean    | Lotus-Renault        | 1.36,343 | 1.35,903 | Ingen tid | 10   |
| 11  | 1  | Sebastian Vettel   | Red Bull-Renault     | 1.36,911 | 1.36,031 |           | 11   |
| 12  | 6  | Felipe Massa       | Ferrari              | 1.36,556 | 1.36,255 |           | 12   |
| 13  | 18 | Pastor Maldonado   | Williams-Renault     | 1.36,528 | 1.36,283 |           | 13   |
| 14  | 19 | Bruno Senna        | Williams-Renault     | 1.36,674 | 1.36,289 |           | 14   |
| 15  | 11 | Paul di Resta      | Force India-Mercedes | 1.36,639 | 1.36,317 |           | 15   |
| 16  | 12 | Nico Hülkenberg    | Force India-Mercedes | 1.36,921 | 1.36,745 |           | 16   |
| 17  | 16 | Daniel Ricciardo   | Toro Rosso-Ferrari   | 1.36,933 | 1.36,956 |           | 17   |
| 18  | 17 | Jean-Éric Vergne   | Toro Rosso-Ferrari   | 1.37,714 |          |           | 242  |
| 19  | 20 | Heikki Kovalainen  | Caterham-Renault     | 1.38,463 |          |           | 18   |
| 20  | 21 | Vitalij Petrov     | Caterham-Renault     | 1.38,677 |          |           | 19   |
| 21  | 24 | Timo Glock         | Marussia-Cosworth    | 1.39,282 |          |           | 20   |
| 22  | 25 | Charles Pic        | Marussia-Cosworth    | 1.39,717 |          |           | 21   |
| 23  | 22 | Pedro de la Rosa   | HRT-Cosworth         | 1.40,411 |          |           | 22   |
| 24  | 23 | Narain Karthikeyan | HRT-Cosworth         | 1.41,000 |          |           | 23   |

| Vidare från första kvalrundan ▬▬ Vidare från andra kvalrundan ▬▬ |

Noteringar:
- ^1  — Lewis Hamilton fick fem platsers nedflyttning för ett otillåtet växellådsbyte.[1]
- ^2  — Jean-Éric Vergne startade från depån för att hans stall brutit mot Parc fermé-reglerna.[2]

## Loppet
| Pos. | Nr | Förare             | Konstruktör          | Varv | Tid         | Grid | P  |
| ---- | -- | ------------------ | -------------------- | ---- | ----------- | ---- | -- |
| 1    | 8  | Nico Rosberg       | Mercedes             | 56   | 1:36.26,929 | 1    | 25 |
| 2    | 3  | Jenson Button      | McLaren-Mercedes     | 56   | +20,626     | 5    | 18 |
| 3    | 4  | Lewis Hamilton     | McLaren-Mercedes     | 56   | +26,012     | 7    | 15 |
| 4    | 2  | Mark Webber        | Red Bull-Renault     | 56   | +27,924     | 6    | 12 |
| 5    | 1  | Sebastian Vettel   | Red Bull-Renault     | 56   | +30,483     | 11   | 10 |
| 6    | 10 | Romain Grosjean    | Lotus-Renault        | 56   | +31,491     | 10   | 8  |
| 7    | 19 | Bruno Senna        | Williams-Renault     | 56   | +34,597     | 14   | 6  |
| 8    | 18 | Pastor Maldonado   | Williams-Renault     | 56   | +35,643     | 13   | 4  |
| 9    | 5  | Fernando Alonso    | Ferrari              | 56   | +37,256     | 9    | 2  |
| 10   | 14 | Kamui Kobayashi    | Sauber-Ferrari       | 56   | +38,720     | 3    | 1  |
| 11   | 15 | Sergio Pérez       | Sauber-Ferrari       | 56   | +41,066     | 8    |    |
| 12   | 11 | Paul di Resta      | Force India-Mercedes | 56   | +42,273     | 15   |    |
| 13   | 6  | Felipe Massa       | Ferrari              | 56   | +42,779     | 12   |    |
| 14   | 9  | Kimi Räikkönen     | Lotus-Renault        | 56   | +50,573     | 4    |    |
| 15   | 12 | Nico Hülkenberg    | Force India-Mercedes | 56   | +51,213     | 16   |    |
| 16   | 17 | Jean-Éric Vergne   | Toro Rosso-Ferrari   | 56   | +51,756     | 24   |    |
| 17   | 16 | Daniel Ricciardo   | Toro Rosso-Ferrari   | 56   | +1.03,156   | 17   |    |
| 18   | 21 | Vitalij Petrov     | Caterham-Renault     | 55   | +1 varv     | 19   |    |
| 19   | 24 | Timo Glock         | Marussia-Cosworth    | 55   | +1 varv     | 20   |    |
| 20   | 25 | Charles Pic        | Marussia-Cosworth    | 55   | +1 varv     | 21   |    |
| 21   | 22 | Pedro de la Rosa   | HRT-Cosworth         | 55   | +1 varv     | 22   |    |
| 22   | 23 | Narain Karthikeyan | HRT-Cosworth         | 54   | +2 varv     | 23   |    |
| 23   | 20 | Heikki Kovalainen  | Caterham-Renault     | 53   | +3 varv     | 18   |    |
| Ret  | 7  | Michael Schumacher | Mercedes             | 12   | Hjul        | 2    |    |

| Förare och stall som tog poäng ▬▬ |

## Ställning efter loppet
|     | Pos. | Förare           | Poäng |
| --- | ---- | ---------------- | ----- |
| ▲ 1 | 1    | Lewis Hamilton   | 45    |
| ▲ 1 | 2    | Jenson Button    | 43    |
| ▼ 2 | 3    | Fernando Alonso  | 37    |
| ▬   | 4    | Mark Webber      | 36    |
| ▲ 1 | 5    | Sebastian Vettel | 28    |

|     | Pos. | Konstruktör      | Poäng |
| --- | ---- | ---------------- | ----- |
| ▬   | 1    | McLaren-Mercedes | 88    |
| ▬   | 2    | Red Bull-Renault | 64    |
| ▬   | 3    | Ferrari          | 37    |
| ▬   | 4    | Sauber-Ferrari   | 31    |
| ▲ 4 | 5    | Mercedes         | 26    |

- Notering: Endast de fem bästa placeringarna i vardera mästerskap finns med på listorna.